# Ослоновский, Владислав Дмитриевич
Владисла́в Дми́триевич Ослоно́вский (род. 15 января 1995, Омск) — российский футболист, полузащитник и нападающий медийного клуба 2DROTS.

## Клубная карьера
До 2002 года воспитывался в СДЮШОР-20 «Динамо» Омск, с сентября 2002— в ДЮСШ ЦСКА Москва, в 2006—2008 — в СДЮШОР «Спартак» Москва, в 2008 — в СДЮШОР-76 «Тимирязевец» Москва, в 2008—2010 — в академии «Бенфики» Лиссабон, Португалия, в 2010 году вызывался в юношескую сборную России до 15 лет приняв участие в 2 контрольных матчах с юношеской сборной Азербайджана и отметившись одним голом. В 2010—2012 — в академии «Спартак» им. Фёдора Черенкова.
В феврале 2013 подписал контракт с клубом второго дивизиона «Волга» Ульяновск, за который провёл 13 матчей. Зимой 2013/14 был на просмотре в «Рубине». 27 августа 2014 перешёл в хорватский клуб «Истра 1961», но играл только за вторую команду во втором дивизионе. В марте 2015 стал игроком македонского «Тетекса», с которым стал финалистом Кубка Македонии.
В июле 2015 перешёл в возрождённое петербургское «Динамо» в первенство ПФЛ. В июне 2016 перешёл в ярославский «Шинник», за который провёл 24 игры в первенстве ФНЛ и 1 матч в кубке России в сезоне 2016/17. В июле 2017 года был отдан в аренду в клуб «Зенит» Пенза, где провёл первую половину сезона в первенстве ПФЛ (группа «Центр»), отметившись 3 забитыми мячами и 5 голевыми передачами. Зимой подписал контракт с клубом «Чайка» Песчанокопское из Ростовской области, где во второй части сезона 2017/18 в первенстве ПФЛ (группа «Юг») сыграл 14 игр и отметился 3 голами и 7 голевыми передачами, став бронзовыми призёром первенства.
В июне 2018 перешёл в клуб Премьер-лиги Армении «Арарат-Армения», в составе которого провёл 10 матчей и отметился 1 голом. В феврале 2019 перешёл в команду «Тюмень» из одноимённого города и в весенней части первенства ФНЛ провёл 4 матча. В июле 2019 перешёл в клуб «Луки-Энергия», в составе которого за сезоны 2019/20 и 2020/21 в первенстве ПФЛ сыграл 40 матчей, записав на свой счёт 6 забитых мячей. В июне 2021 года перешёл в клуб «Носта» Новотороицк.
С 2022 года играет за медийную команду 2DROTS под псевдонимом «Слон». Без учёта МКС и 1 сезона Медиалиги, по состоянию на февраль 2025 года Слон сыграл за клуб 42 матча и забил 11 голов.

## Личная жизнь
Состоит в отношениях с Александрой. 15 июля 2024 года, в перерыве финала 5 сезона Медиалиги, Слон сделал ей предложение на поле. 10 октября они заключили брак.